# Campeonato Argentino de Voleibol Masculino de 2018-19 - Liga A1
A Liga de Voleibol Argentina de 2018–19 foi a 23.ª edição desta competição organizada pela Associação de Clubes da Liga Argentina de Voleibol (ACLAV). Participaram do torneio dez equipes provenientes de cinco regiões argentinas, ou seja, de Buenos Aires, Neuquén, Santa Fé, Tucumã e San Juan.
O Bolívar Vóley conquistou o oitavo título de sua história do Campeonato Argentino ao derrotar o Obras de San Juan no quinto e último confronto dos playoffs da competição.

## Equipes participantes
| Equipe               | Cidade                    | Última participação | Temporada 2017/2018 |
| -------------------- | ------------------------- | ------------------- | ------------------- |
| Bolívar Vóley        | San Carlos de Bolívar     | 2017–18             | 2.º                 |
| Ciudad Vóley         | Buenos Aires              | 2017–18             | 4.º                 |
| Gigantes del Sur     | Neuquén                   | 2017–18             | 5.º                 |
| Libertad Burgi Vóley | San Jerónimo Norte        | 2017–18             | 7.º                 |
| Monteros Vóley Club  | Monteros                  | 2017–18             | 8.º                 |
| Obras de San Juan    | San Juan                  | 2017–18             | 6.º                 |
| PSM Vóley            | Puerto General San Martín | 2017–18             | 11.º                |
| River Plate          | Buenos Aires              | 2017–18             | 10.º                |
| UNTreF Vóley         | Tres de Febrero           | 2017–18             | 9.º                 |
| UPCN San Juan Vóley  | San Juan                  | 2017–18             | 1.º                 |
| Lomas Vóley          | Lomas de Zamora           | 2017–18             | 3.º                 |

## Fase classificatória

### Classificação
- Vitória por 3 sets a 0 ou 3 a 1: 3 pontos para o vencedor;
- Vitória por 3 sets a 2: 2 pontos para o vencedor e 1 ponto para o perdedor.
- Não comparecimento, a equipe perde 2 pontos.
- Em caso de igualdade por pontos, os seguintes critérios servem como desempate: número de vitórias, média de sets e média de pontos.

|  |                                                |
|  | Equipes classificadas para as quartas de final |

|     |                      |     | Jogos | Jogos | Jogos | Resultados | Resultados | Resultados | Resultados | Resultados | Resultados | Sets | Sets | Sets  | Pontos | Pontos | Pontos |
| Pos | Equipe               | Pts | T     | V     | D     | 3–0        | 3–1        | 3–2        | 2–3        | 1–3        | 0–3        | V    | P    | R     | V      | P      | R      |
| --- | -------------------- | --- | ----- | ----- | ----- | ---------- | ---------- | ---------- | ---------- | ---------- | ---------- | ---- | ---- | ----- | ------ | ------ | ------ |
| 1   | Bolívar Vóley        | 47  | 18    | 17    | 1     | 7          | 6          | 4          | 0          | 0          | 1          | 51   | 17   | 3,000 | 1618   | 1407   | 1.150  |
| 2   | Obras de San Juan    | 43  | 18    | 13    | 5     | 4          | 8          | 1          | 5          | 0          | 0          | 49   | 25   | 1.960 | 1679   | 1581   | 1.062  |
| 3   | UPCN San Juan Vóley  | 39  | 18    | 13    | 5     | 6          | 5          | 2          | 2          | 2          | 1          | 45   | 24   | 1.875 | 1610   | 1486   | 1.083  |
| 4   | Libertad Burgi Vóley | 35  | 18    | 12    | 6     | 4          | 4          | 4          | 3          | 1          | 2          | 43   | 30   | 1.433 | 1662   | 1567   | 1.061  |
| 5   | UNTreF Vóley         | 29  | 18    | 12    | 6     | 2          | 3          | 7          | 0          | 2          | 4          | 38   | 35   | 1.086 | 1617   | 1625   | 0.995  |
| 6   | Gigantes del Sur     | 29  | 18    | 9     | 9     | 4          | 2          | 3          | 5          | 3          | 1          | 40   | 35   | 1.143 | 1663   | 1605   | 1.036  |
| 7   | Ciudad Vóley         | 17  | 18    | 5     | 13    | 3          | 1          | 1          | 3          | 7          | 3          | 28   | 42   | 0.667 | 1485   | 1596   | 0.930  |
| 8   | River Plate          | 15  | 18    | 5     | 13    | 0          | 3          | 2          | 2          | 6          | 5          | 25   | 46   | 0.543 | 1550   | 1646   | 0.942  |
| 9   | Monteros Vóley Club  | 15  | 18    | 4     | 14    | 0          | 2          | 2          | 5          | 6          | 3          | 28   | 48   | 0.583 | 1600   | 1739   | 0.920  |
| 10  | PSM Vóley            | 1   | 18    | 0     | 18    | 0          | 0          | 0          | 1          | 7          | 10         | 9    | 54   | 0.167 | 1313   | 1545   | 0.850  |

Fonte: LVA – Data Project

## Playoffs
|  | Quartas de final         | Quartas de final         | Quartas de final         | Quartas de final         | Quartas de final         | Quartas de final         | Quartas de final         |   |                      | Semifinais                       | Semifinais                       | Semifinais                       | Semifinais                       | Semifinais                       | Semifinais                       | Semifinais                       |  |  | Final                    | Final                    | Final                    |   |   |   |   |
|  | 14 a 24 de março de 2019 | 14 a 24 de março de 2019 | 14 a 24 de março de 2019 | 14 a 24 de março de 2019 | 14 a 24 de março de 2019 | 14 a 24 de março de 2019 | 14 a 24 de março de 2019 |   |                      | 28 de março a 6 de abril de 2019 | 28 de março a 6 de abril de 2019 | 28 de março a 6 de abril de 2019 | 28 de março a 6 de abril de 2019 | 28 de março a 6 de abril de 2019 | 28 de março a 6 de abril de 2019 | 28 de março a 6 de abril de 2019 |  |  | 12 a 25 de abril de 2019 | 12 a 25 de abril de 2019 | 12 a 25 de abril de 2019 |   |   |   |   |
|  |                          |                          |                          |                          |                          |                          |                          |   |                      |                                  |                                  |                                  |                                  |                                  |                                  |                                  |  |  |                          |                          |                          |   |   |   |   |
|  | 1º                       | Bolívar Vóley            | 3                        | 3                        | 3                        | -                        | -                        |   |                      |                                  |                                  |                                  |                                  |                                  |                                  |                                  |  |  |                          |                          |                          |   |   |   |   |
|  | 8º                       | River Plate              | 0                        | 1                        | 2                        | -                        | -                        |   |                      |                                  |                                  |                                  |                                  |                                  |                                  |                                  |  |  |                          |                          |                          |   |   |   |   |
|  | 8º                       | River Plate              | 0                        | 1                        | 2                        | -                        | -                        |   | 1º                   | Bolívar Vóley                    | 3                                | 3                                | 3                                | -                                | -                                |                                  |  |  |                          |                          |                          |   |   |   |   |
|  |                          |                          |                          |                          |                          |                          |                          |   | 1º                   | Bolívar Vóley                    | 3                                | 3                                | 3                                | -                                | -                                |                                  |  |  |                          |                          |                          |   |   |   |   |
|  |                          | 4º                       | Libertad Burgi Vóley     | 0                        | 0                        | 1                        | -                        | - |                      |                                  |                                  |                                  |                                  |                                  |                                  |                                  |  |  |                          |                          |                          |   |   |   |   |
|  | 4º                       | 4º                       | Libertad Burgi Vóley     | 0                        | 0                        | 1                        | -                        | - | Libertad Burgi Vóley | 3                                | 3                                | 3                                | -                                | -                                |                                  |                                  |  |  |                          |                          |                          |   |   |   |   |
|  | 4º                       |                          |                          |                          |                          |                          |                          |   | Libertad Burgi Vóley | 3                                | 3                                | 3                                | -                                | -                                |                                  |                                  |  |  |                          |                          |                          |   |   |   |   |
|  | 5º                       | UNTreF Vóley             | 0                        | 1                        | 1                        | -                        | -                        |   |                      |                                  |                                  |                                  |                                  |                                  |                                  |                                  |  |  |                          |                          |                          |   |   |   |   |
|  |                          |                          |                          |                          |                          |                          |                          |   |                      |                                  |                                  |                                  |                                  |                                  |                                  |                                  |  |  | 1º                       | Bolívar Vóley            | 3                        | 2 | 3 | 2 | 3 |
|  |                          |                          | 2º                       | Obras de San Juan        | 0                        | 3                        | 1                        | 3 | 2                    |                                  |                                  |                                  |                                  |                                  |                                  |                                  |  |  |                          |                          |                          |   |   |   |   |
|  | 2º                       | Obras de San Juan        | 3                        | 3                        | 3                        | -                        | -                        |   |                      |                                  |                                  |                                  |                                  |                                  |                                  |                                  |  |  |                          |                          |                          |   |   |   |   |
|  | 7º                       | Ciudad Vóley             | 1                        | 1                        | 2                        | -                        | -                        |   |                      |                                  |                                  |                                  |                                  |                                  |                                  |                                  |  |  |                          |                          |                          |   |   |   |   |
|  | 7º                       | Ciudad Vóley             | 1                        | 1                        | 2                        | -                        | -                        |   | 2º                   | Obras de San Juan                | 3                                | 3                                | 2                                | 3                                | -                                |                                  |  |  |                          |                          |                          |   |   |   |   |
|  |                          |                          |                          |                          |                          |                          |                          |   | 2º                   | Obras de San Juan                | 3                                | 3                                | 2                                | 3                                | -                                |                                  |  |  |                          |                          |                          |   |   |   |   |
|  |                          | 3º                       | UPCN San Juan Vóley      | 1                        | 1                        | 3                        | 2                        | - |                      |                                  |                                  |                                  |                                  |                                  |                                  |                                  |  |  |                          |                          |                          |   |   |   |   |
|  | 3º                       | 3º                       | UPCN San Juan Vóley      | 1                        | 1                        | 3                        | 2                        | - | UPCN San Juan Vóley  | 2                                | 3                                | 3                                | 3                                | -                                |                                  |                                  |  |  |                          |                          |                          |   |   |   |   |
|  | 3º                       |                          |                          |                          |                          |                          |                          |   | UPCN San Juan Vóley  | 2                                | 3                                | 3                                | 3                                | -                                |                                  |                                  |  |  |                          |                          |                          |   |   |   |   |
|  | 6º                       | Gigantes del Sur         | 3                        | 1                        | 1                        | 2                        | -                        |   |                      |                                  |                                  |                                  |                                  |                                  |                                  |                                  |  |  |                          |                          |                          |   |   |   |   |

Fonte: LVA – Data Project

## Classificação final
| Posição           | Equipe               | Classificação                   |
| ----------------- | -------------------- | ------------------------------- |
| Medalha de ouro   | Bolívar Vóley        | Sul-Americano de Clubes de 2020 |
| Medalha de prata  | Obras de San Juan    | LVA de 2019–20                  |
| Medalha de bronze | UPCN San Juan Vóley  | LVA de 2019–20                  |
| 4                 | Libertad Burgi Vóley | LVA de 2019–20                  |
| 5                 | UNTreF Vóley         | LVA de 2019–20                  |
| 6                 | Gigantes del Sur     | LVA de 2019–20                  |
| 7                 | Ciudad Vóley         | LVA de 2019–20                  |
| 8                 | River Plate          | LVA de 2019–20                  |
| 9                 | Monteros Vóley Club  | LVA de 2019–20                  |
| 10                | PSM Vóley            | LVA de 2019–20                  |

## Premiações
| LVA de 2018–19                     |
| Buenos Aires (província)           |
| ---------------------------------- |
| Bolívar Vóley Campeão (8.° título) |

### Individuais
As atletas que se destacaram individualmente foram:
| MVP da Final              | Raydel Hierrezuelo    | Bolívar Vóley       |
| Maior pontuador           | Osniel Melgarejo      | Obras San Juan      |
| Melhor atleta estrangeiro | Raydel Hierrezuelo    | Bolívar Vóley       |
| Melhor atleta nacional    | Jan Martínez Franchi  | Bolívar Vóley       |
| Revelação                 | Luciano Palonsky      | Ciudad Vóley        |
| Melhor central            | Agustín Loser         | Bolívar Vóley       |
| 2° Melhor central         | Martín Ramos          | UPCN San Juan Vóley |
| Melhor ponteiro           | Osniel Melgarejo      | Obras San Juan      |
| 2° Melhor ponteiro        | Miguel Ángel López    | Gigantes del Sur    |
| Melhor oposto             | Jesús Herrera Jaime   | Obras San Juan      |
| Melhor levantador         | Matías Sánchez        | Obras San Juan      |
| Melhor líbero             | Alexis Rubén González | Bolívar Vóley       |